# Carlos Garnett

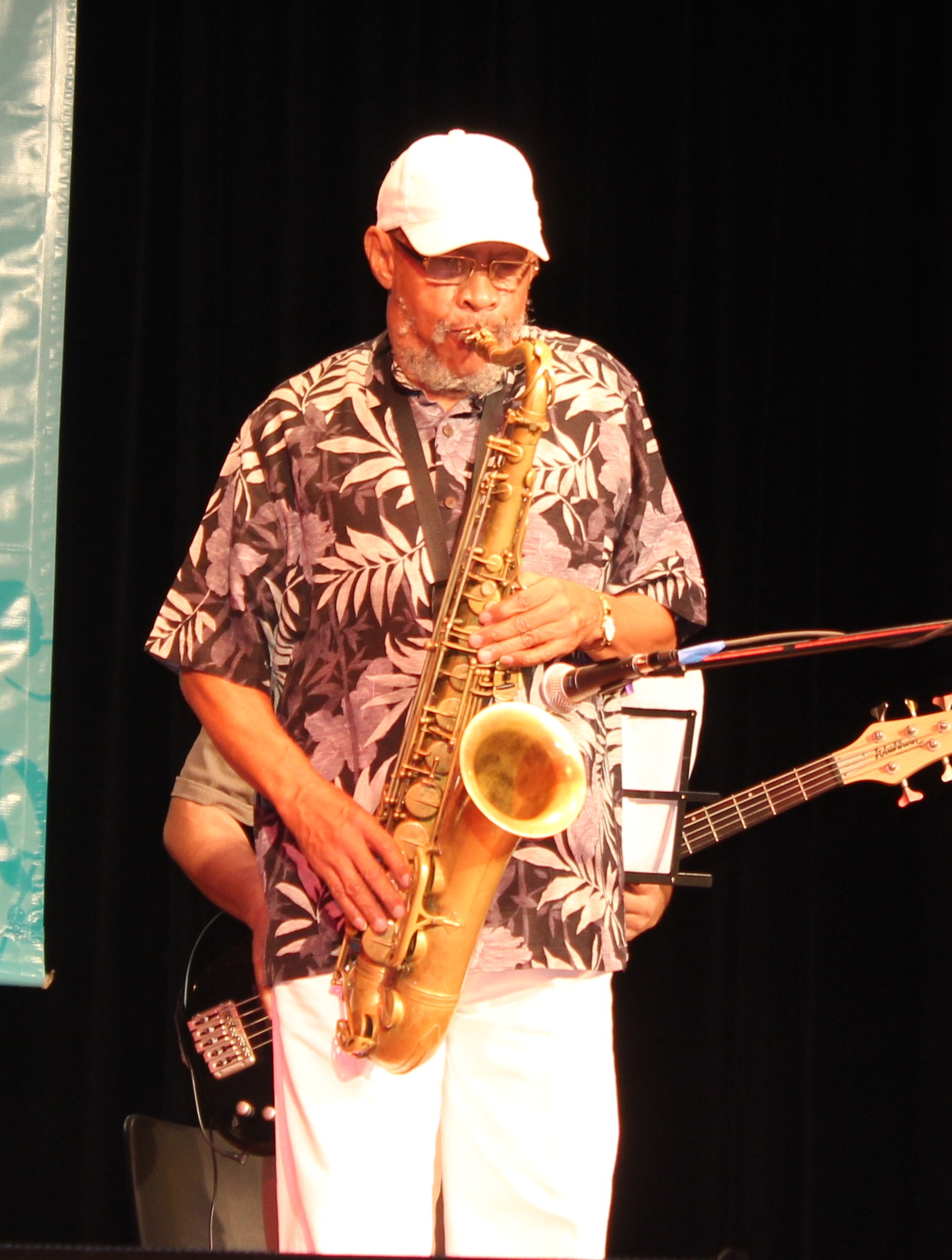
Carlos Garnett in Panama, 2011

Carlos Garnett (* 1. Dezember 1938 in Red Tank / Panamakanalzone; † 3. März 2023) war 
ein aus Panama stammender US-amerikanischer Jazz-Saxophonist.

## Leben und Wirken
Garnett wuchs in Panama auf, wo er vor allem als Calypso-Musiker aktiv war. 1962 ging er nach New York City und trat dort mit verschiedenen Rock-Bands auf. 1968 spielte er bei Freddie Hubbard (A Soul Experiment), 1969/70 bei Art Blakey und seinen Jazz Messengers und Andrew Hill (Lift Every Voice). Nach Aktivitäten bei Charles Mingus (1970) und Mtume war er an Pharoah Sanders’ Album Black Unity beteiligt. 1972 gründete er „Universal Black Force“. Entscheidend für seine musikalische Karriere wurde seine Zusammenarbeit mit Miles Davis (auf dessen Alben On the Corner, 1972 und Get Up with It, 1974). Bei Davis lernte er Gitarrist Reggie Lucas kennen, der auf Garnetts Debüt-Album Black Love mitwirkte, einer „Mischung aus Avantgarde-Jazz und Elektronik“.  Er arbeitete auch mit Jack McDuff, Gary Bartz, Roy Brooks (Understanding) und Norman Connors (1972 bis 1975).
Während der 1980er Jahre war er als Musiker weitgehend inaktiv; 1991 startete er sein Comeback. 1996 erschien Fuego en Mi Alma bei High Note, das nach Scott Yanow als sein bislang bestes Album gilt.

## Diskografie
- Black Love mit Mtume, Billy Hart, Onaje Allan Gumbs, Charles Sullivan, Reggie Lucas, Dee Dee Bridgewater, Norman Connors, Guilherme Franco, Ayodele Jenkins, Mauricio Smith, Buster Williams, Carlos Chambers, 1974
- Journey to Enlightenment mit Charles Pulliam, Neil Clarke, Howard King, 1974
- Fire mit Kenny Kirkland, Reggie Lucas, Neil Clark, Wayne Cobham, Angel Fernandez, Anthony Jackson, Howard King, Charles Pulliam, 1974–1977[3]
- Fuego En Mi Alma mit Neil Clarke, Brad Jones, Carlton Holmes, Shingo Okudaira, 1996
- Under Nubian Skies mit Carlton Holmes, Russell Gunn, Shingo Okudaira, 1999
- Moon Shadow mit Robert Trowers,  Neil Clarke, Alvin Flythe, Derrick Gardner, Carlton Holmes, Shingo Okudaira, 2001
- Shekina’s Smile (2020)